# Le Retour des Capucins
Le Retour des Capucins est le deuxième album de la série de bande dessinée Une aventure de Jacques Gipar de Thierry Dubois (scénario) et Jean-Luc Delvaux (dessin). Il fut publié en juin 2011 aux Éditions Paquet, dans la collection Calandre.

## Résumé
À l'automne 1953, Henri Polinet, un ancien bagnard, s'évade juste avant son procès lors de son transfert au palais de justice de Dijon.
Au même moment, une bande de bandits cagoulés dénommée 'Les Capucins' écume la région de Saulieu. Les autorités soupçonnent tout d'abord Polinet d'en être le chef. Gipar, initialement chargé de couvrir le procès de Polinet pour son journal 'France Enquêtes', va découvrir les ramifications de l'organisation et contribuer à l'arrestation de tous les membres de la 'Bande des Capucins'.

## Personnages principaux
- Jacques Gipar : journaliste à la revue France Enquêtes
- Louise, amie de Gipar
- Henri Polinet, ancien bagnard
- Julie, réceptionniste de l'Hôtel de la Poste de Saulieu
- Castelnau, adjudant-chef de la gendarmerie de Saulieu
- Ledru, maréchal-des-logis-chef de la gendarmerie de Saulieu
- Georges Lemaître, ancien ami de Polinet
- Joseph Fillon, ancien ami de Polinet
- Pierre Garry, rédacteur en chef de France Enquêtes
- Jean-André Rochineau de Tabasse, joaillier
- Bornichard, commissaire à la Sûreté générale
- Bruce et Cornillon, policiers de la Sûreté
- Bourdache, négociant aux abattoirs
- Robert Cavassol, dit Riton-le-Muet, un des bandits
- José Gonzales, dit le Balafré, son complice
- Petit-Breton, collaborateur de Gipar

## Véhicules remarqués

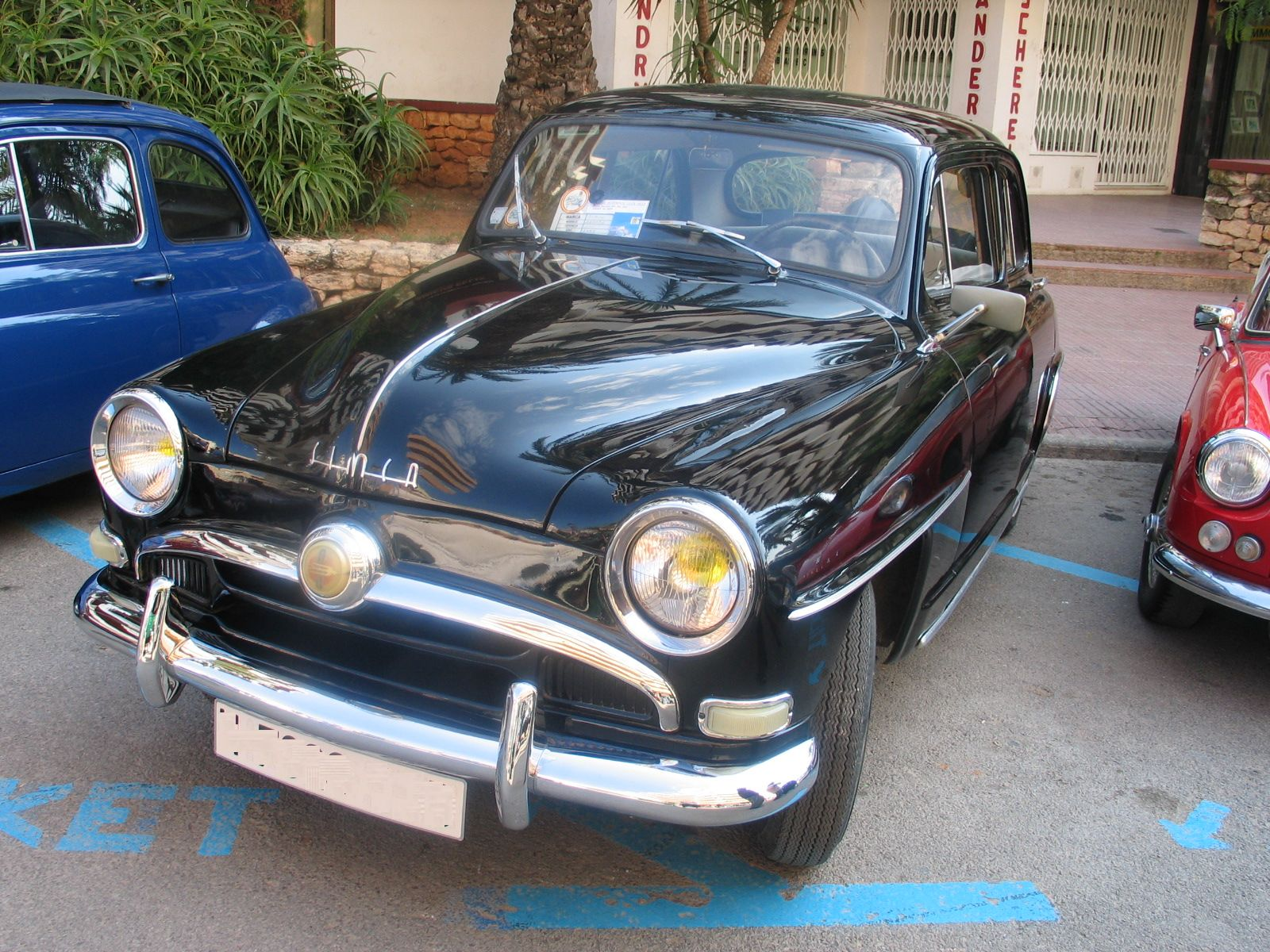
Une Simca 9 Aronde de 1953, un modèle semblable à celui de Gipar

- Simca 9 Aronde (deuxième série), voiture de Gipar
- Renault Juvaquatre, break de gendarmerie
- Delahaye 148L, voiture du joaillier Rochineau
- Simca 8 Canadienne, voiture de Lemaître
- Renault Colorale, fourgonnette 800 kg
- Peugeot 203, break de gendarmerie
- Citroën B14, fourgonnette de Joseph Fillon
- Peugeot 203, fourgonnette de la Banque de France
- Citroën 11 Normale (avec calandre Tonneline), voiture du convoi de la Banque de France
- Latil, fourgon de déménagement
- Matford Alsace V8, voiture des malfrats
- Hotchkiss Artois 864 S49,voiture de Bourrache
- Willème L10, grumier
- Renault 4CV, voiture de Ledru
- Citroën Type H, fourgonnette prenant Gipar en auto-stop
- Peugeot 203, camionnette empruntée par Gipar
- Bernard MB150, grumier
- Citroën 11 Légère, voiture de police
- Renault Goélette 1 000 kg, fourgonnette de gendarmerie

## Lieux visités

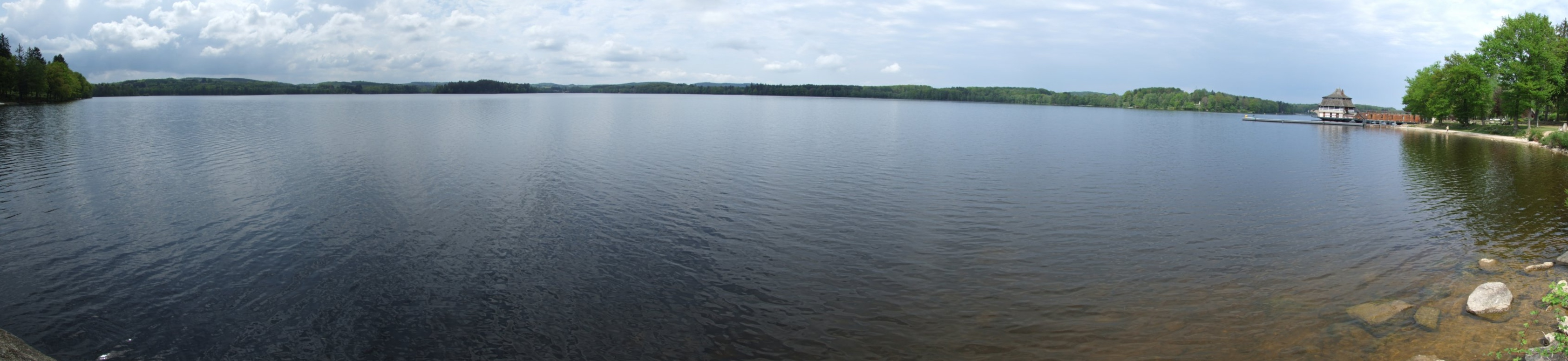
Le lac des Settons, dans le Morvan

- Paris
- Route nationale 5
- Route nationale 77bis
- Saulieu
- Route nationale 6
- Chissey
- Lac des Settons